# Волковское (Одесская область)
Волковское (укр. Вовківське) — село, относится к Лиманскому району Одесской области Украины.

## История
В июле 1995 года Кабинет министров Украины утвердил решение о приватизации находившегося здесь птицеводческого совхоза.
Население по переписи 2001 года составляло 620 человек.

## Местный совет
67500, Одесская обл., Лиманский р-н, пгт Доброслав, ул. Киевская, 77